# Phare de Sveti Nikola
Le phare de Sveti Nicola (en croate : Svjetionik Rt Sv. Nikola) est un phare actif situé sur l'île de Brač (municipalité de Pučišća), dans le Comitat de Split-Dalmatie en Croatie. Le phare est exploité par la société d'État Plovput .

## Histoire
Le phare, mis en service en 1882, se situe au nord de l'île de Brač à l'entrée de la baie de Pučišća. La lumière d'origine se situait sur le clocher d'une église dont les ruines sont encore présente près du phare.

## Description
Le phare  est une tour carrée en pierre gris-blanc de 11 m de haut, avec galerie et lanterne attachée au coin d'une maison de gardien d'un étage. Le bâtiment est non peint et la lanterne est blanche. Il émet, à une hauteur focale de 20 m, un éclat blanc toutes les 5 secondes. Sa portée est de 8 milles nautiques (environ 15 km).
Il ne possède pas de Système d'identification automatique pour la navigation maritime.
Identifiant : ARLHS : CRO-209 - Amirauté : E3380 - NGA : 113-13556 .

## Caractéristiques dufeu maritime
Fréquence : 5s (W)
- Lumière : 0.5 seconde
- Obscurité : 4.5 secondes

|             |
| Île de Brac |

|                         |
| Les îles croates du sud |

### Lien connexe
- Liste des phares de Croatie